# Saut à la perche masculin aux championnats du monde d'athlétisme en salle 2012
Navigation
Doha 2010 Sopot 2014
Le saut à la perche masculin des championnats du monde d'athlétisme en salle de 2012 a lieu le 10 mars dela même année, dans l'Ataköy Athletics Arena d'Istanbul.

## Records et performances

### Records
Les records du saut à la perche hommes (mondial, des championnats et par continent) étaient les suivants, avant ces championnats de 2012.
| Type de record               | Détenteur            | Nationalité    | Record | Lieu           | Date                          |
| ---------------------------- | -------------------- | -------------- | ------ | -------------- | ----------------------------- |
| Monde                        | Sergueï Bubka        | Ukraine        | 6,15 m | Donetsk        | 21 février 1993               |
| Championnats                 | Steven Hooker        | Australie      | 6,01 m | Doha           | 13 mars 2010                  |
| Afrique                      | Okkert Brits         | Afrique du Sud | 5,90 m | Liévin Toronto | 16 février 1997 1er juin 1997 |
| Asie                         | Igor Potapovich      | Kazakhstan     | 5,92 m | Stockholm      | 19 février 1998               |
| Amérique du Nord et Caraïbes | Jeff Hartwig         | États-Unis     | 6,02 m | Sindelfingen   | 10 mars 2002                  |
| Amérique du Sud              | Fábio Gomes da Silva | Brésil         | 5,65 m | Linz           | 3 février 2011                |
| Europe                       | Sergueï Bubka        | Ukraine        | 6,15 m | Donetsk        | 21 février 1993               |
| Océanie                      | Steven Hooker        | Australie      | 6,06 m | Boston         | 7 février 2009                |

### Bilans mondiaux
Les bilans mondiaux de la saison 2011-2012 étaient les suivants.
| 010 | Renaud Lavillenie      | France      | 5,93 m | 18 février 2012  |
| 02  | Björn Otto             | Allemagne   | 5,92 m | 18 février 2012  |
| 03  | Dmitry Starodubtsev    | Russie      | 5,90 m | 29 décembre 2011 |
| 04  | Malte Mohr             | Allemagne   | 5,87 m | 26 février 2012  |
| 05  | Brad Walker            | États-Unis  | 5,86 m | 26 février 2012  |
| 06  | Raphael Holzdeppe      | Allemagne   | 5,82 m | 14 février 2012  |
| 07  | Steven Lewis           | Royaume-Uni | 5,77 m | 2 mars 2012      |
| 08  | Konstadínos Filippídis | Grèce       | 5,75 m | 21 janvier 2012  |
| 09  | Karsten Dilla          | Allemagne   | 5,73 m | 14 janvier 2012  |
| 10  | Lukasz Michalski       | Pologne     | 5,72 m | 28 janvier 2012  |
| 10  | Lázaro Borges          | Cuba        | 5,72 m |                  |
| 10  | Romain Mesnil          | France      | 5,72 m | 14 février 2012  |
| 10  | Maksym Mazuryk         | Ukraine     | 5,72 m |                  |

Les réalisateurs d'une performance égale ou supérieure à 5,72 mètres sont appelés à participer aux championnats du monde en salle.

## Résultats

### Finale
Les dix qualifiés, en tenant compte de la limitation à deux athlètes par pays, prennent part au concours final dont les résultats complets sont les suivants.
| Place              | Athlète                | Pays        | 5,50 | 5,60 | 5,70 | 5,75 | 5,80 | 5,85 | 5,90 | 5,95 | 6,00 | 6,02 | Résultat | Notes  |
| ------------------ | ---------------------- | ----------- | ---- | ---- | ---- | ---- | ---- | ---- | ---- | ---- | ---- | ---- | -------- | ------ |
| Médaille d'or      | Renaud Lavillenie      | France      | –    | xo   | –    | o    | xo   | o    | xo   | o    | x-   | xx   | 5,95 m   | WL, SB |
| Médaille d'argent  | Björn Otto             | Allemagne   | xo   | –    | o    | –    | xo   | –    | 3x   |      |      |      | 5,80 m   |        |
| Médaille de bronze | Brad Walker            | États-Unis  | –    | xo   | –    | x-   | xo   | –    | xx-  | –    | x    |      | 5,80 m   |        |
| 4                  | Malte Mohr             | Allemagne   | –    | xxo  | –    | o    | –    | 3x   |      |      |      |      | 5,75 m   |        |
| 5                  | Lázaro Borges          | Cuba        | o    | x    | xo   | –    | 3x   |      |      |      |      |      | 5,70 m   |        |
| 5                  | Steven Lewis           | Royaume-Uni | o    | –    | xo   | –    | 3x   |      |      |      |      |      | 5,70 m   |        |
| 7                  | Konstadínos Filippídis | Grèce       | o    | xo   | xo   | –    | 3x   |      |      |      |      |      | 5,70 m   |        |
| 8                  | Romain Mesnil          | France      | o    | –    | 3x   |      |      |      |      |      |      |      | 5,50 m   |        |
| 9                  | Dmitry Starodubtsev    | Russie      | xo   | –    | 3x   |      |      |      |      |      |      |      | 5,50 m   |        |
| –                  | Scott Roth             | États-Unis  | 3x   |      |      |      |      |      |      |      |      |      | NM       |        |

L'Américain Scott Roth n'est pas classé car il n'est pas parvenu à passer sa première barre à 5,50 mètres.

#### Légende
- Hauteur de sauts atteinte (en mètres) :
  - o : dès le 1er essai
  - xo : au 2e essai
  - xxo : au 3e essai
- 3 X : hauteur non atteinte au terme de 3 essais au maximum

Records et Performances
- AR : Record continental (area record)
- CR : Record des championnats (championship record)
- MR : Record du meeting (meet record)
- NR : Record national (national record)
- OR : Record olympique (olympic record)
- PR : Record paralympique (paralympic record)
- PB : Record personnel (personal best)
- SB : Meilleure performance personnelle de la saison (season's best)
- WL : Meilleure performance mondiale de l'année (world leader)
- WJR : Record du monde junior (world junior record)
- WR : Record du monde (world record)

Circonstances et Conditions
- DNF : N'a pas terminé (did not finish)
- DNS : N'a pas pris le départ (did not start)
- DQ : Disqualification (disqualification)
- NM : Aucun essai valable enregistré (No Mark)
- Q : Qualifié « directement » au prochain tour (ou à la prochaine compétition), lors d'une compétition majeure, grâce au classement ou à la réalisation des minima (automatic qualifier)
- q : Qualifié au prochain tour (ou à la prochaine compétition), lors d'une compétition majeure, grâce au repêchage ou à la réalisation de l'une des meilleures performances parmi celles des « non qualifiés directement » (grâce au meilleur temps ou à la meilleure distance par exemple) (secondary qualifier)